# PEN International
PEN International ist ein internationaler Autorenverband. Er wurde am 5. Oktober 1921 von der englischen Schriftstellerin Catherine Amy Dawson Scott in London gegründet. Die Abkürzung P.E.N. (ein Apronym des englischen Worts pen, ‚Schreibfeder‘) stand ursprünglich für Poets, Essayists, Novelists („Dichter, Essayisten, Romanautoren“). Seitdem Vertreter aller schreibenden Berufe Mitglieder sein können, hat der Name nicht mehr diese Bedeutung.
Die Mitgliedschaft in einem PEN-Zentrum steht grundsätzlich allen Autoren unabhängig von Nationalität, Sprache, Hautfarbe oder Religion offen, die zwei eigenständige Publikationen aufweisen können. Die Aufnahme ist dabei nach dem englischen Club-Prinzip organisiert: Mitglied eines PEN-Zentrums kann nur werden, wer aus den Reihen der Mitglieder des betreffenden Zentrums für eine Zuwahl vorgeschlagen wird. Der Vorschlag muss von mindestens zwei Bürgen aus dem Zentrum getragen werden, und die Mehrheit der Mitgliederversammlung muss der Zuwahl zustimmen. Eigenbewerbungen gelten als verpönt und werden häufig abgelehnt. Das neue Mitglied muss sich außerdem unterschriftlich zu den Grundsätzen der Charta des Internationalen PEN bekennen.
Die Gründung fand wenige Jahre nach dem Ersten Weltkrieg statt. Zunächst lagen die Schwerpunkte des PEN darin, Frieden und Völkerverständigung zu fördern und dabei möglichst viele Nationen einzubinden. Angesichts von Verfolgung, Unterdrückung und Zensur von Schriftstellern in aller Welt setzte sich der PEN zunehmend für deren Rechte und die Durchsetzung freier Meinungsäußerung ein. 1960 wurde deshalb das Komitee Writers in Prison gegründet. Es dokumentiert Fälle von Unterdrückung, Zensur, Inhaftierung und Ermordung von Schriftstellern und Publizisten, prangert diese Fälle öffentlich an und übt dadurch Druck auf die betreffenden Regierungen aus. Da es allerdings nicht immer möglich war, Schriftsteller innerhalb ihres Landes wirksam vor Verfolgung zu schützen, wurde Ende der 1990er Jahre das Writers in Exile Network gegründet, das verfolgten Autoren ermöglicht, vorübergehend oder dauerhaft in für sie sichereren Ländern unterzukommen.

## Organisation
Der PEN International fungiert als Dachverband für 144 Zentren in 102 Ländern und ist beratendes Mitglied der UNESCO. Das Präsidium des Internationalen PEN setzt sich aus den Mitgliedern der einzelnen PEN-Zentren zusammen, die auf der Vollversammlung (Assembly of Delegates) gewählt werden: Präsident, Sekretär, Schatzmeister und sieben Beisitzer. Der Verwaltungssitz des Verbandes befindet sich in London, derzeitige Präsidentin ist Jennifer Clement. Jedes PEN-Zentrum ist als eine eigenständige Organisation anzusehen, mit eigener Verwaltung und Präsidium, in deren innere Angelegenheiten sich der Internationale PEN grundsätzlich nicht einmischt.
PEN International finanziert sich zum größten Teil aus den jährlichen Mitgliederbeiträgen der einzelnen Zentren. Ausstehende Beiträge, aber auch schwere interne Konflikte können dazu führen, dass ein Zentrum für gewisse Zeit für dormant, also für ruhend erklärt wird. Das Zentrum hat in dieser Zeit keine Stimmberechtigung in der Vollversammlung. Über den Dormancy-Status wird in der Vollversammlung abgestimmt und im darauffolgenden Jahr erneut diskutiert.
Einmal jährlich findet der internationale PEN-Kongress statt, jedes Jahr in einem anderen Land, und wird von dem jeweiligen, nationalen PEN-Zentrum ausgerichtet und organisiert. Die Veranstaltungsorte werden auf der Vollversammlung für mehrere Jahre im Voraus festgelegt.
Jedes stimmberechtigte PEN-Zentrum entsendet zwei Delegierte zur Vollversammlung, die für gewöhnlich in den ersten Tagen des Kongresses stattfindet. In der Vollversammlung wird über organisatorische Themen diskutiert und abgestimmt, außerdem werden Vorstandswahlen abgehalten.
Zudem finden während der Kongresse die Sitzungen der zahlreichen PEN-Komitees statt, zu nennen wären das Translation and Linguistic Rights Committee, das Writers for Peace Committee, das Writers in Prison Committee, das Women Writers’ Committee und das sogenannte Exile Network.
PEN International betont allerdings auch, dass die Kongresse Begegnungen zwischen den Kulturen ermöglichen und die Gemeinschaft der Schriftsteller in aller Welt stärken sollen. Zu diesem Zweck sind, häufig während der zweiten Hälfte des Kongresses, Lesungen, Feiern und Empfänge angesetzt, wobei das Augenmerk auf der Literatur des jeweiligen Gastlandes liegt und der Kongress jedes Jahr unter einem anderen Motto veranstaltet wird.

## Charta
Der PEN Deutschland veröffentlicht folgende Charta (Zitat):
Die PEN-Charta gründet sich auf Resolutionen, die auf internationalen Kongressen angenommen worden sind, und soll wie folgt zusammengefasst werden.
Der PEN-Club vertritt die folgenden Grundsätze:
*Literatur kennt keine Landesgrenzen und muss auch in Zeiten innenpolitischer oder internationaler Erschütterungen eine allen Menschen gemeinsame Währung bleiben.
*Unter allen Umständen, und insbesondere auch im Krieg, sollen Werke der Kunst, der Erbbesitz der gesamten Menschheit, von nationalen und politischen Leidenschaften unangetastet bleiben.
*Mitglieder des PEN sollen jederzeit ihren ganzen Einfluss für das gute Einvernehmen und die gegenseitige Achtung der Nationen einsetzen. Sie verpflichten sich, mit äußerster Kraft für die Bekämpfung jedweder Form von Hass und für das Ideal einer einigen Welt und einer in Frieden lebenden Menschheit zu wirken.
*Der PEN steht für den Grundsatz eines ungehinderten Gedankenaustauschs innerhalb einer jeden Nation und zwischen allen Nationen, und seine Mitglieder verpflichten sich, jeder Art der Unterdrückung der freien Meinungsäußerung in ihrem Lande, in der Gemeinschaft, in der sie leben, und wo immer möglich auch weltweit entgegenzutreten. Der PEN erklärt sich für die Freiheit der Presse und verwirft jede Form der Zensur. Er steht auf dem Standpunkt, dass der notwendige Fortschritt in der Welt hin zu einer höher organisierten politischen und wirtschaftlichen Ordnung eine freie Kritik gegenüber Regierungen, Verwaltungen und Institutionen zwingend erforderlich macht. Und da die Freiheit auch freiwillig geübte Zurückhaltung einschließt, verpflichten sich die Mitglieder, solchen Auswüchsen einer freien Presse wie wahrheitswidrigen Veröffentlichungen, vorsätzlichen Fälschungen und Entstellungen von Tatsachen für politische und persönliche Ziele entgegenzuarbeiten.
Die Charta entspricht der im Jahre 1948 auf dem PEN-Kongress in Kopenhagen angenommenen Charta und dient seither seinen Mitgliedern als Leitfaden, Richtschnur und Inspiration.

## Geschichte

### Gründungsphase (1921–1926)
Die Gründung des PEN am 5. Oktober 1921 durch die Schriftstellerin Catherine Amy Dawson Scott in London war von der Friedensbewegung geprägt, die sich bereits Mitte des 19. Jahrhunderts formierte. Dawson Scott hatte bereits den „To-Morrow-Club“ – einen Vorläufer des PEN – ins Leben gerufen. Man könnte also sagen, der PEN sei zunächst als eine Art „Dinner Club“, also eine literarische „Freundegesellschaft“, gegründet worden, die sich jedoch im Laufe der Zeit zu einer internationalen Schriftstellervereinigung von Rang entwickelt habe.
Frühe Mitglieder des Clubs waren Joseph Conrad, George Bernard Shaw und H. G. Wells. In die europaweit schnell gegründeten Zentren traten zudem Autoren wie Anatole France, Thomas Mann, Paul Valéry und Benedetto Croce ein, die eine aktive Rolle im Leben und Arbeiten des PEN einnahmen. Über die Jahre traten der Vereinigung weitere Nobelpreisträger und bedeutende Schriftsteller bei.
Der erste Präsident des PEN war John Galsworthy. Dawson Scott und Galsworthy legten in den ersten Jahren des PEN vor allem Wert darauf, im Sinne der Völkerverständigung zu wirken, um so einen dauerhaften Frieden zwischen den Völkern zu sichern. Hermann Kesten über John Galsworthy: „Offenbar glaubte er, es müßten nur Autoren aller Sprachen Freunde werden und geschworene Bürgen von Frieden und Freiheit, so müßten ihnen bald alle Völker, ihre Leser, folgen und in Frieden und Freiheit einander wie gute Freunde behandeln.“ Für Politik hingegen sahen Dawson-Scott und Galsworthy keinen Platz in ihrem Club, das Motto lautete: „No politics, under no circumstances“.
1923 fand der erste internationale PEN-Kongress in London statt. Zu diesem Zeitpunkt hatten sich bereits elf nationale PEN-Zentren dem sich rapide vergrößernden Verband angeschlossen, im Jahr darauf bereits achtzehn. An diesem Kongress, oder vielmehr an der Teilnahme einer deutschen Delegation unter Gerhart Hauptmann, entzündete sich die erste politische Kontroverse innerhalb des PEN. Die belgische Delegation weigerte sich, am Kongress teilzunehmen, was vornehmlich der Anwesenheit Hauptmanns geschuldet war, der im Ersten Weltkrieg vor allem durch nationalistische Parolen von sich reden gemacht hatte.
Die Haltung der belgischen Schriftsteller wurde hauptsächlich vom französischen Literaturnobelpreisträger Romain Rolland kritisiert, der in der Zeitschrift Europe sinngemäß schrieb, wollte man mit dem intellektuellen Austausch warten, bis alle Verbrechen gesühnt seien, wäre kein Stein mehr von Europa übrig.
In den ersten Jahren des Verbandes entstanden neue PEN-Clubs vorwiegend in Europa, außerdem der US-amerikanische PEN-Club, der 1922 in New York gegründet wurde, und der kanadische PEN, der 1926 in Montreal entstand.
Bis 1926 war der PEN auf rund fünfundzwanzig Zentren angewachsen, darunter auch Österreich, die Niederlande, die Tschechoslowakei, Polen, Ungarn und die Zentren von Kroatien, Slowenien und Serbien, welche bis 1941 den Verband der jugoslawischen PEN-Zentren bildeten.
1926 fand der vierte internationale PEN-Kongress in Berlin statt, zu dem 15 nationale PEN-Clubs ihre Delegierten entsandten. Dieser Kongress, der auch als Geste der Versöhnung gegenüber den immer noch als Kriegstreibern verschrienen Deutschen gedacht war, fand jedoch nicht von allen Seiten Beifall. Vor allem die jüngeren deutschen Schriftsteller, darunter Bertolt Brecht, Kurt Tucholsky, Alfred Döblin und Willy Haas, störten sich an dem Zusammenschluss, den sie als wenig zeitgemäß empfanden und kritisierten den Verband in einer Weise, die vor allem John Galsworthy maßlos entsetzte. Dennoch gelang es dem damaligen Präsidium des deutschen PEN, Karl Federn und Ludwig Fulda, viele der jungen Schriftsteller im Laufe der folgenden Jahre in den Club einzubinden.

### Diskussionen um politische Ausrichtung des PEN (1927–1938)
1927 wurden in Bulgarien, Schottland, Estland und Finnland PEN-Clubs gegründet, im Jahr darauf in Lettland. 1930 wurde der chinesische PEN gegründet, 1931 das australische und 1934 das neuseeländische PEN-Zentrum. Kleinere PEN-Clubs wie der in Bulgarien spielten jedoch nur eine marginale Rolle in dem internationalen PEN-Netzwerk.
Dieser Zustrom unterschiedlichster Personen, Kulturen und persönlicher Ansichten bereicherte den PEN, allerdings brachte die von Galsworthy und Dawson Scott propagierte Ausklammerung der Politik zunehmend Probleme mit sich. Im 1924 gegründeten deutschen PEN-Club setzte sich vor allem Ernst Toller in den folgenden Jahren für eine Politisierung des Verbandes ein. Sein Vorschlag war es, die russischen Schriftsteller in den PEN-Club zu holen, ein Unterfangen, das sowohl an den Auseinandersetzungen zwischen Exilrussen und sowjetischen Schriftstellern, als auch an der Weigerung des PEN und seiner Gründer scheiterte, einen „linken Flügel“ innerhalb des PEN zu etablieren.
Auf dem Internationalen PEN-Kongress in Budapest 1932 eröffnete John Galsworthy die Vollversammlung mit einer fünf Punkte umfassenden Erklärung, in der er betonte, der PEN und seine Mitglieder hätten sich jeglicher Art von Propaganda, politischer Einflussnahme, Kriegstreiberei und Einmischung in innerstaatliche Konflikte zu enthalten. Es sollte Galsworthys letzter öffentlicher Versuch sein, die Politik aus dem PEN fernzuhalten: Er starb am 31. Januar 1933 an den Folgen eines Gehirntumors.
Nur wenige Monate später, im April 1933, kurz nach der Machtübernahme Hitlers, wurde in der deutschen Presse vermeldet, der deutsche PEN habe in einer Generalversammlung dem „einmütigen Willen“ Ausdruck gegeben, „fortan im Gleichklang mit der nationalen Erhebung zu arbeiten“. Der vormalige Präsident des Deutschen PEN, Alfred Kerr, war bereits im Januar 1933 aus Deutschland geflohen und der neue Vorstand des deutschen PEN, der vor allem aus Mitgliedern des Kampfbundes für deutsche Kultur bestand, wie etwa Hanns Johst und Hans Hinkel, machte sich unverzüglich daran, Juden und Kommunisten aus ihrem Verband auszuschließen.
Die Teilnahme der sich betont unpolitisch gerierenden deutschen Delegation auf dem Internationalen PEN-Kongress in Ragusa (Dubrovnik) vom 22. bis 28. Mai 1933 galt aufgrund dieser Umstände und den Vorkommnissen in Deutschland als umstritten. Diese Sicht wurde jedoch nicht von allen PEN-Mitgliedern geteilt; aus Italien, der Schweiz, Österreich und England wurden zahlreiche Unterstützungsschreiben an den Deutschen PEN verschickt. Eine Diskussion über die in Deutschland stattfindende Verfolgung jüdischer und kommunistischer Autoren sowie die Bücherverbrennung wurde in Ragusa auf Bitten der deutschen Delegation nicht in die Tagesordnung mit aufgenommen, die Taten der Nationalsozialisten durch die Vollversammlung des PEN nicht verurteilt.
Als dem aus Deutschland emigrierten Ernst Toller während des Kongresses dennoch das Wort erteilt wurde, verließen sowohl die reichsdeutsche Delegation als auch einige Mitglieder anderer Delegationen, unter anderem Österreichs, Italiens, der Schweiz und der Niederlande, unter Protesten den Saal. Der Deutsche PEN-Club verließ einige Monate später den Verband, als Nachfolgeverband wurde die Union nationaler Schriftsteller gegründet.
Der „PEN-Club deutscher Schriftsteller im Exil“, das erste Exil-Zentrum innerhalb des Verbands, wurde 1934 gegründet, sein erster Präsident war Heinrich Mann. Die Mitglieder dieses PEN-Clubs bemühten sich in den Jahren bis zum Ausbruch des Zweiten Weltkrieges vor allem darum, so viele ihrer Kollegen wie nur möglich aus Deutschland und den von den Deutschen besetzten Gebieten zu retten und ihnen Obdach sowie einen weiteren Lebensunterhalt, durch Stipendien oder die Beschaffung von Arbeit, zu sichern.
Die Erschießung Federico García Lorcas und der Spanische Bürgerkrieg drückten die Stimmung während des Internationalen PEN-Kongresses 1937 in Paris. Nach langen Beratungen entschloss man sich zu einer Protestresolution. Der französische Staat finanzierte damals den Umzug des Zentrums des internationalen PENs von London nach Paris und stellte ein neues Hauptquartier, inklusive Bibliothek und Personal, zur Verfügung. Die Regierung in Paris wollte so die französische Hauptstadt als Zentrum der internationalen Kultur stärken. Einige serbische und polnische Besucher des 1937er Kongresses beschwerten sich über die Darstellung Frankreichs als großartiger Nation bei gleichzeitiger Vernachlässigung der Themen Freiheit und Internationalismus.
Der nächste Internationale PEN Kongress fand 1938 in Prag statt, im darauffolgenden September sollte er in Stockholm abgehalten werden, wurde jedoch vom schwedischen PEN praktisch in letzter Minute abgesagt und auf unbestimmte Zeit verschoben. H. G. Wells, der Präsident des internationalen PEN-Netzwerks von 1933 bis 1937, machte noch den vergeblichen Versuch, die Schweden zu einer Fortführung des Kongresses zu überreden.

### Entwicklung seit 1945
Nach 1945 setzte PEN die eingangs erwähnte Anti-Repressions-Politik zugunsten verfolgter Autoren fort. Beispielsweise gelang es 1956, einigen bedrohten ungarischen Schriftstellern oder Journalisten die Ausreise zu ermöglichen, wie Arthur Miller in seinen Erinnerungen erwähnt.
Als sich der bekannte US-Dramatiker 1965 überreden ließ, die Präsidentschaft (bis 1969) zu übernehmen, hatte er gleichwohl den Eindruck, der Club dümpele vor sich hin. Miller schreibt: „Trotz seiner wertvollen Arbeit war es PEN nicht gelungen, eine Brücke zur Generation der jetzt 20- bis 30-Jährigen zu schlagen, und er galt inzwischen als zahm und weitgehend irrelevant. Auch war PEN ein Opfer des Kalten Krieges, der seinen Ruf in den kleineren Ländern, die nicht völlig auf der Seite des Westens standen, geschädigt, wenn nicht gar ruiniert hatte. Die neue Entspannungspolitik verlangte neue Versuche, die Unterschiede von Ost und West zu tolerieren …“ Noch im Jahr seines Amtsantritts fand der PEN-Jahreskongress in Jugoslawien statt. Miller nutzte die Gelegenheit, am Tagungsort Bled mit dem Chef der sowjetischen Delegation Alexei Surkow zu sprechen, was auch zu einer Einladung nach Moskau führte. Doch die im Jahr darauf in der sowjetischen Hauptstadt stattfindenden Beitrittsgespräche zerschlugen sich wegen des sowjetischen Ansinnens, die Ächtung der Zensur aus der PEN-Charta zu streichen.
Der deutsche PEN wurde 1947 neu gegründet, spaltete sich jedoch bereits 1951 wieder in die Sektion der Bundesrepublik und die Sektion „Ost und West“, später DDR. Erst im Oktober 1998 gelang es nach mühsamen Verhandlungen und unter Protesten ostdeutscher Dissidenten die beiden Gruppen wieder zu einem Verband zusammenzufügen. Heute engagiert sich der deutsche PEN mit dem Programm „Writers in Exile“ vor allem für verfolgte Autoren und knüpft damit ausdrücklich an die Geschichte des deutschen Exils an.
Der Deutsche PEN-Club im Exil wurde 1948 in PEN-Zentrum deutschsprachiger Autoren im Ausland umbenannt und bot nach der Wende 1989 auch einer Reihe ostdeutscher Autoren, die nicht dem wiedervereinten deutschen PEN beitreten wollten bzw. aus dem deutschen PEN ausgetreten waren, eine geistige Heimat.
Im Februar 2022 gelang es dem deutschen PEN gemeinsam mit PEN International den in seiner Heimat verfolgten ugandischen Schriftsteller Kakwenza Rukirabashaija nach Deutschland zu holen.

## Liste der Präsidenten des Internationalen PEN
- 1921–1933: John Galsworthy (1867–1933)
- 1933–1936: H. G. Wells (1866–1946)
- 1936–1941: Jules Romains (1885–1972)
- 1941–1947: Internationales Kriegs-Komitee
  - 1941–1947: Hu Shi (1891–1962)
  - 1941–1947: Denis Saurat (1890–1958)
  - 1941–1946: H. G. Wells (1866–1946)
  - 1941–1947: Hermon Ould (1886–1951)
  - 1941–1947: Thornton Wilder (1897–1975)
  - 1946–1947: E. M. Forster (1879–1970)
  - 1946–1947: François Mauriac (1885–1970)
  - 1946–1947: Ignazio Silone (1900–1978)
- 1947–1949: Maurice Maeterlinck (1862–1949)
- 1949–1952: Benedetto Croce (1866–1952)
- 1953–1956: Charles Langbridge Morgan (1894–1958)
- 1956–1959: André Chamson (1900–1983)
- 1959–1962: Alberto Moravia (1907–1990)
- 1962–1965: Victor E. van Vriesland (1892–1974)
- 1965–1969: Arthur Miller (1915–2005)
- 1969–1971: Pierre Emmanuel (1916–1984)
- 1971–1974: Heinrich Böll (1917–1985)
- 1974–1976: V. S. Pritchett (1900–1997)
- 1976–1979: Mario Vargas Llosa (1936–2025)
- 1979–1986: Per Wästberg (* 1933)
- 1986–1989: Francis King (1923–2011)
- 1989–1989: René Tavernier (1915–1989)
- 1989–1990: Per Wästberg (* 1933) (Interim)
- 1990–1993: György Konrád (1933–2019)
- 1993–1997: Ronald Harwood (1934–2020)
- 1997–2003: Homero Aridjis (* 1940)
- 2003–2009: Jiří Gruša (1938–2011)
- 2009–2015: John Ralston Saul (* 1947)
- 2015–2021: Jennifer Clement (* 1960)
- 2021–    : Burhan Sönmez (* 1965)

## Liste einiger PEN-Zentren
- PEN-Zentrum Deutschland
- PEN Berlin
- Österreichischer PEN-Club
- DeutschSchweizer PEN Zentrum[15]
- PEN-Club Liechtenstein
- PEN-Zentrum deutschsprachiger Autoren im Ausland
- P.E.N.-Zentrum der Schriftstellerinnen und Schriftsteller im Exil deutschsprachiger Länder („Exil-P.E.N.“)
- PEN Club français
- PEN America[16]
- P.E.N.-Zentrum Japan
- Independent Chinese PEN Center[17]
- PEN Ukraine

## PEN/Faulkner Award
Der PEN/Faulkner Award for Fiction ist ein vom Internationalen PEN mitbegründeter Literaturpreis.

## Sonstiges
Der PEN-Kongress 1936 in Buenos Aires bildet eine Episode des Spielfilms Vor der Morgenröte über den Schriftsteller Stefan Zweig, die die unterschiedlichen Ansichten über politisches Engagement von Literaten behandelt.